# Exalloniscus thailandensis
Exalloniscus thailandensis là một loài chân đều trong họ Oniscidae. Loài này được Dalens miêu tả khoa học năm 1987.